# Elena Martí
María Elena Martí Ballesta (Madrid; 9 de marzo de 1946) es una periodista española.

## Trayectoria
Licenciatura en Filosofía y Letras por la Facultad de Filosofía (Universidad Complutense de Madrid) y titulada en Periodismo por la Escuela Oficial de Periodismo de Madrid, su trayectoria profesional comenzó en 1966, cuando entró a trabajar en RTVE como locutora de continuidad de UHF (La 2), tras haber trabajado como reportera en la Agencia Cifra.
En 1968 recibió la Antena de Oro, por su labor en televisión.
En su primera etapa presentó programas culturales como Libros que hay que tener y en 1970 se incorpora a la redacción del informativo 24 horas, en el que permanece hasta 1972.
Especializada en información internacional desde finales de los años 70, llegaría a ser directora del área de Internacional de los Servicios Informativos de TVE entre 1985 y 1990. Más adelante es nombrada directora del programa Informe semanal, cargo que ocupa durante unos meses en 1990, así como del espacio de reportajes En portada (1990-1992) o de Crónica internacional (1992-1993).
Entre 1995 y 1997 fue también la editora del Telediario de TVE Internacional.
Se jubiló el 1 de enero de 2007, acogiéndose al ERE de RTVE que afectaba a los mayores de 52 años.
Está casada con el también periodista Enrique Vázquez.